# Dido abandonada (Fioroni)

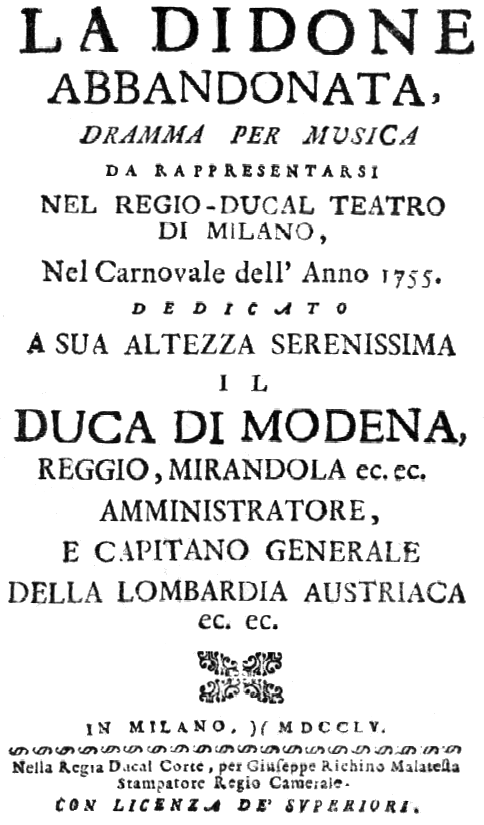
Giovanni Andrea Fioroni - Didone abbandonata - portada del libreto - Milano 1755

Dido abandonada es una obra musical de Giovanni Andrea Fioroni.
Durante la estación de carnaval de 1754/1755, fue estrenada en el Teatro Regio Ducal de Milán La Didone Abbandonata (Dido abandonada), dramma per musica en tres actos, con libreto de Pietro Metastasio (Roma, 1698 - Viena, 1782), y música de Giovanni Andrea Fioroni (Pavía, 1715/16 - Milán, 19-12-1778), maestro de capilla y organista. Con escenografía de Gallieri Fratelli (1742 - ?), vestuario de Francesco Mainino (1732 - 1774), maestro de armas, Giuseppe Sebastiani  (1753 - ?), y coreografía de François Sauveterre. En la edición original, realizada por Giuseppe Richino Malatesta, Impresor Real, aparece una dedicatoria a su Alteza Serenísima, el duque de Módena.

## Personajes
| Personajes                                       | Reparto en el estreno en Milán (1755) |
| Didone, reina de Cartago, y enamorada de Enea    | Cattarina Aschieri                    |
| Enea, príncipe troyano fundador de Roma          | Domenico Ciardini                     |
| Jarba, rey de los Moros                          | Giuseppe Ciacchi                      |
| Selene, hermana de Didone, enamorada de Enea     | Bianca Riboldi                        |
| Araspe, confidente de Jarba, enamorado de Selene | Angelo Rotigni                        |
| Osmida, confidente de Didone                     | Antonio Priori                        |

## Espacio escenográfico
- El acto I se sitúa en un lugar público para audiencias y se ve la perspectiva de Cartago. La escena se desarrolla después en un patio y finaliza en el Templo de Neptuno. Está dividido en catorce escenas.
- El acto II tiene lugar en los apartamentos reales con mobiliario distintivo de estos, dando paso después a un atrio, para terminar en el gabinete. Está dividido en once escenas.
- El acto III se inicia en el puerto marítimo y se desarrolla entre la ciudad y el puerto. Finaliza en el palacio real sin perder esa vista de Cartago. Está dividido en diez escenas.

## Dido abandonada (Óperas)
- Anexo: Óperas tituladas "Dido abandonada"